# Абу-оль-Сагак
Абу-оль-Сагак (перс. ابوالسحق) — село в Ірані, у дегестані До-Дегак, у Центральному бахші, шахрестані Деліджан остану Марказі. За даними перепису 2006 року, його населення становило 0 осіб, що проживали у складі 0 сімей.